# Rocinela niponia
Rocinela niponia är en kräftdjursart som beskrevs av Richardson1909. Rocinela niponia ingår i släktet Rocinela och familjen Aegidae. Inga underarter finns listade i Catalogue of Life.